# Grad Meung-sur-Loire
Meung-sur-Loire je bil od 13. do 18. stoletja rezidenca škofov iz Orléansa. Podobo iz 13. stoletja naj bi do danes ohranili obokana stražnica, kleti ter ječe, vključno s tajno ječo. Zadnji škof ga je temeljito prenovil in mu s tem dal današnjo podobo: osrednje krilo z zamaknjenima stranskima kriloma, katerih vogale zaključujejo okrogli stolpi. Veliko tlakovano kvadratno dvorišče je na jugozahodu. Na jugu je krilo, ki poruši somernost dvorca. Notranjost je opremljena s slikami in tapiserijami. V zvoniku bližnje cerkve sv. Lipharda je bil 1461 zaprt pesnik François Villon, ki ga je pomilostil kralj Ludvik XI., ko je šel skozi Meung.  